# 崔仁徳
崔 仁徳（チェ・インドク、朝鮮語: 최인덕、1917年 - 2003年8月31日）は、朝鮮民主主義人民共和国の軍人、政治家。朝鮮労働党中央委員会委員、金日成軍事総合大学総長などを歴任。朝鮮人民軍における軍事称号（階級）は次帥。金日成の伝令兵として抗日パルチザン活動に参加したことから、「抗日パルチザン世代」に分類される。

## 経歴
1917年に日本統治下の咸鏡北道穏城郡で生まれた。その後、抗日パルチザン組織組織の東北抗日聯軍に入隊し、金日成の伝令兵や遊撃隊の中隊長を務めた。1946年6月、鉄道警備隊創設要員。のち、歩兵独立旅団砲兵大隊長を経て、1950年の朝鮮戦争時には第5連隊長を務めた。1967年に最高人民会議第4期代議員に選出された。1970年に中将に昇進し、朝鮮労働党中央委員会委員に選出された。1972年に朝鮮人民軍東海地区司令官、1975年に第1軍団長に就いた。1973年に上将に昇進し、1974年に社会安全部護衛担当副部長に就任した。咸興地区司令官を経て、1982年7月に将校養成機関の金日成軍事総合大学総長に就任した。1987年に大将、1992年に次帥に昇進した。2003年8月に実施された最高人民会議第11期代議員選挙で選出されず、同年8月31日に持病のため死去。